# Willem Frederik Hermans
Willem Frederik Hermans (n. 1 septembrie 1921, Amsterdam – d. 27 aprilie 1995, Utrecht) a fost un geograf neerlandez devenit celebru ca scriitor. Împreună cu Harry Mulisch și Gerard Reve aparține celor Trei Mari scriitori care au dominat literatura neerlandeză postbelică.